# 神田裕二
神田 裕二（かんだ ゆうじ、1958年9月3日 - ）は、日本の厚生労働官僚。厚生労働省医薬食品局長、厚生労働省医政局長等を経て、社会保険診療報酬支払基金理事長、県立広島大学大学院特任教授。

## 人物・経歴
愛知県額田郡幸田町大字荻出身。愛知県立岡崎高等学校を経て、1982年東京大学法学部卒業、厚生省入省。厚生労働省保険局国民健康保険課長等を経て、2008年厚生労働省保険局総務課長。2010年内閣府大臣官房審議官（経済財政運営担当）。2012年厚生労働省大臣官房審議官（医療保険、医政、医療・介護連携担当）。2014年厚生労働省医薬食品局長。2015年厚生労働省医政局長。2017年退官、東京海上日動火災保険顧問。2018年県立広島大学大学院経営管理研究科特任教授、社会保険診療報酬支払基金理事長。